# Clastoptera siskiyou
Clastoptera siskiyou är en insektsart som beskrevs av Doering 1929. Clastoptera siskiyou ingår i släktet Clastoptera och familjen Clastopteridae. Inga underarter finns listade i Catalogue of Life.